# Selenidium fallax
Selenidium fallax is een soort in de taxonomische indeling van de Myzozoa, een stam van microscopische parasitaire dieren. Het organisme komt uit het geslacht Selenidium en behoort tot de familie Selenidiidae. Selenidium fallax werd in 1965 ontdekt door MacGregor & Thomasson.